# جيري جونسون (ممثلة)
جيري جونسون (بالإنجليزية: Gerry Johnson)‏ هي ممثلة أمريكية، ولدت في 4 أبريل 1918 في جيرسي سيتي في الولايات المتحدة، وتوفيت في 24 يناير 1990 في لوس أنجلوس في الولايات المتحدة.

## وصلات خارجية
- جيري جونسون على موقع IMDb (الإنجليزية)
- جيري جونسون على موقع قاعدة بيانات الفيلم (الإنجليزية)